# Ceratina punctigena
Ceratina punctigena là một loài ong trong họ Apidae. Loài này được Cockerell miêu tả khoa học đầu tiên năm 1916.